# Алмиранте Тамандаре (бронепалубен крайцер, 1890)
Алмиранте Тамандаре (на португалски: Almirante Tamandaré, „Адмирал Тамандаре“) е бронепалубен крайцер на бразилските ВМС от началото на 20 век. С въоръжението си от 6-инчови оръдия, той е подобен на британските кораби от типа „Леандър“ (спускани на вода в периода 1885 – 1887 г.), които са сред първите бронепалубни крайцери в света. „Алмиранте Тамандаре“ е сходен и на американските бронепалубни крайцери „Нюарк“, „Сан Франциско“ и „Филаделфия“, както и на германските кораби от типа „Ирене“ от края на 1880-те и началото на 1890-те години, които споделят основната концепция, заложена в типа „Леандър“. За разлика от повечето големи военни кораби в тогавашните военноморски сили на южноамериканските държави, „Алмиранте Тамандаре“ не е поръчан на чуждестранна корабостроителница, а е построен в Рио де Жанейро. Сред построяването си, той е третият по големина кораб в бразилския флот в края на 19 век (след броненосците „Риахуело“ и „Акидабан“).
Корабът е кръстен на Жуакин Маркес Лисбоа, маркиз на Тамандаре, герой от Войната на Тройния съюз.
Завършването на „Алмиранте Тамандаре“ съвпада с бразилското въстание на военноморския флот през 1893 – 1894 г., което е метеж на повечето екипажи във ВМС на Бразилия, свързан с политическата ситуация в страната. Бунтът е неуспешен, тъй като морските офицери не получават ефективна подкрепа от поддръжниците си на сушата и правителството успява да закупи различни малки или импровизирани военни кораби от чужбина, за да си възвърне контрола над бреговете на Бразилия.